# 五星海星
五星海星（學名：Pentasteria）是一屬已滅絕的海星，生存於侏羅紀早侏羅世到白堊紀早白堊世。其化石發現於歐洲。牠們可能生活在淺的沙洞中。

## 特徵
五星海星的五條腕很狹窄，盤很小。巨大的邊緣小骨為其形成一個寬闊、線條分明的邊緣。盤的上部表面有許多小骨板，可從其看見巨大的嘴小骨。

## 物種
以下為本屬的部份物種：
- Pentasteria boisteli
- Pentasteria elegans
- Pentasteria gataui
- Pentasteria liasica
- Pentasteria longispina
- Pentasteria recta
- Pentasteria tithonica

## 外部連結
- Pentasteria（页面存档备份，存于） in the Paleobiology Database